# بونستی
بونستی (به لاتین: Bunești, Suceava) یک سکونتگاه مسکونی در رومانی است که در شهرستان سوچاوا واقع شده‌است.

## خصوصیات
بونستی ۲٬۶۸۹ نفر جمعیت دارد.